# Lothar Richter (Fußballspieler, 1912)
Lothar Richter (* 9. Juni 1912 in Zwönitz; † 20. November 2001 in Aalen) war ein deutscher Fußballspieler.

## Karriere

### Vereine
Richter begann in Zwönitz beim ortsansässigen VfL Zwönitz mit dem Fußballspielen, ehe er zur Saison 1934/35 zum Chemnitzer BC wechselte. Von da an spielte er bis zum Saisonende 1937/38 in der zweitklassigen Bezirksklasse Chemnitz. Als Bezirksmeister nahm er an der Aufstiegsrunde zur Gauliga Sachsen teil, in die er als Zweitplatzierter aufstieg. Es folgten fünf Spielzeiten in der Gauliga Sachsen, in einer von zunächst 16, später auf 23 aufgestockten Gauligen zur Zeit des Nationalsozialismus als einheitlich höchste Spielklasse im Deutschen Reich. Als Drittplatzierter der Saison 1941/42 erzielte er das beste Ergebnis mit seinem Verein.
Nach dem Ende des Zweiten Weltkriegs absolvierte er die Saison 1946/47 für die SG Chemnitz-Gablenz im Bezirk Chemnitz. Sein letzter Verein war der VfR Aalen, für den er von 1947 bis 1950 in der zweitklassigen Landesliga Württemberg Punktspiele bestritt.

### Auswahl-/Nationalmannschaft
Als Spieler der Gauauswahlmannschaft Sachsen nahm er in der Saison 1938/39, 1939/40 und 1940/41 am Wettbewerb um den Reichsbundpokal teil. Bei seiner ersten Teilnahme wurde er im Halbfinale eingesetzt, das am 5. Februar 1939 auf Giesings Höhen in München vor 18.000 Zuschauern gegen die Gauauswahlmannschaft Bayern mit 1:2 n. V. verloren wurde. Bei seiner zweiten Teilnahme stieß er mit seiner Mannschaft vom Achtelfinale bis ins Finale vor, das am 30. Juni 1940 in Augsburg vor 12.000 Zuschauern gegen die Gauauswahlmannschaft Bayern mit 1:3 verloren wurde. Bei seiner dritten Teilnahme erreichte seine Mannschaft über den Vorrundensieg mit 2:0 über die Gauauswahlmannschaft Westfalen, den Zwischenrundensieg mit 6:1 über die Gauauswahlmannschaft Pommern und den 5:3-Sieg über die Gauauswahlmannschaft Schlesien im Ausscheidungsspiel das Halbfinale. Mit dem klaren 7:2-Sieg am 9. März 1941 im heimischen Stadion am Ostragehege gegen die Gauauswahlmannschaft Baden wurde schließlich das Finale erreicht. Die am 7. September 1941 im Stadion an der Planitzstraße ausgetragene Begegnung mit der Gauauswahlmannschaft Bayern, in der er mitwirkte, wurde durch die Tore von Heinrich Schaffer und Ernst Willimowski mit 2:0 gewonnen.
Noch im selben Spieljahr wurde er zu einem Länderspiel eingeladen – und auch eingesetzt. Mit seinem Debüt für die A-Nationalmannschaft am 5. Oktober 1941 in Helsinki, beim 6:0-Sieg über die Nationalmannschaft Finnlands, bestritt er sein einziges Spiel als Nationalspieler. Das Ergebnis kam durch die Spieler Hermann Eppenhoff und Ernst Willimowski zustande, die jeweils drei Tore erzielten.
Am 30. Oktober 1939 beantragte Richter die Aufnahme in die NSDAP und wurde zum 1. Januar 1940 aufgenommen (Mitgliedsnummer 7.400.178).

## Erfolge
- Reichsbundpokal-Sieger 1941, -Finalist 1940